# Kym Mazelle
Kym Mazelle, születési nevén Kymberly Grigsby (Gary, Indiana, 1960. augusztus 10. –) amerikai énekes-dalszerző. Őt tekintik a house zene úttörőjének az Egyesült Királyságban, és Európában. Zenéjében az R&B, soul, funk, house, disco és pop zenei stílusokat ötvözi. A house zene „first lady”-je.

## Életrajza

### Fiatalkora
Mazelle Garyben (Indiana) nevelkedett, és ugyanabban az utcában laktak, mint a Jackson család. 1981-ben a chicagói Mundelein Főiskolán tanult, majd 1982-ben a Columbia Főiskolán folytatta tovább tanulmányait, majd 1986-ban diplomát szerzett művészet, és szórakoztató média menedzsment szakon. A főiskola ideje alatt gyakornokként, és titkárnőként dolgozott a chicagói Lyric Operában.

### Karrierje
1987-ben Marshall Jefferson producerrel együtt megjelentette a "Tase My Love" című kislemezt a Police Records kiadónál. 1988-ban megjelent az "Useless (I Don't Need You Now)" című kislemeze, mely az angol kislemezlistán az 53. helyezett volt. Következő kislemeze a "Wait", mely egy duett volt a The low Monkeys egyik tagjával, Robert Howarddal, 1989-ben a 47. volt az Egyesült Királyság kislemezlistáján. Mazelle debütáló albuma a "Crazy" az Egyesült Királyságbeli megjelenésével egyidőben vezető kislemeze a "Love Strain" is kiadásra került. A "Was That All It Was" című kislemezével Mazelle visszatért az Egyesült Királyság kislemezlistájára, ahol a dal Top 40-es sláger volt. A dalhoz készült remixet Norman Cook készítette.
Mazelle 1990-ben csatlakozott a Soul II Soul nevű brit zenekarhoz, és közreműködött a csapat második Vol. II: 1990 – A New Decade  című stúdióalbumán, és a "Missing You" című dalt is ő énekelte. Az album az egész világon sikeres volt, és egész évben turnézott az együttessel, majd 1990 szeptemberében megjelent a "A New Decade: Live from Brixton Academy" című koncertfelvétel. 1991-ben a Parlophone újra kiadta Mazelle debütáló albumát, melyeket remixek is helyet kaptak, és két új dal is, a No One Can Love You More Than Me" és a "Crazy 'Bout The Man" című dalok. Mazelle szerepelt a Trainer című tv műsorban, mint "Pattie Roman", melyet Nagy-Britanniában mutattak be.
1986-ban megjelent a Young Hearts Run Free című dal feldolgozása, mely az 1996-os Bazz Luhrmann féle William Shakespeare című Rómeo + Júlia című film egyik betétdala volt, és megjelent a rendező albumán is a "Something for Everybody" című lemezen is. A dal háromszoros platina helyezést ért el az Egyesült Államokban, és a dal sikere végett Mazelle fellépett a Top of the Pops című műsorban is.
Mazelle közreműködött két Maceo Parker albumon is, a "Life on Planet Groove" és a "My First Name Maceo" címűeken. Mazelle 2004. júniusában megjelentette második stúdióalbumát, a "The Plasure Is All Mine" címűt, és turnéra indult az Egyesült Királyságban.  Az albumról két kislemez jelent meg, a "Love Magic" és az "On My Own" című dalok. 2005-ben Mazelle a "Celebrity Fit Club" című brit valóságshow vendége volt. 2007-ben részt vett Ray Charles "I Can't Stop Loving You" című tribute show műsorában.
2010 júliusában Mazelle részt vett a "Smokey Joe's Cafe" című brit színházi produkcióban, és látható volt a BBC sorozatában is, a "Celebrity Master Chef"-ben is. 2010-ben megjelent a "Destiny" című EP lemeze.

## Diszkográfia

### Albumok
- Crazy / Brilliant! (1989)
- The Pleasure Is All Mine (2004)
- Destiny (2010)

### Válogatás albumok
- Brilliant!! (1991) – Europai remix válogatás, 3 új dallal
- The Gold Collection (1996)

### Kislemezek

#### Szólókislemezek
| Dal                                                                   | Év   | Legjobb slágerlistás helyezés | Legjobb slágerlistás helyezés | Legjobb slágerlistás helyezés | Legjobb slágerlistás helyezés | Legjobb slágerlistás helyezés | Legjobb slágerlistás helyezés | Legjobb slágerlistás helyezés | Legjobb slágerlistás helyezés | Legjobb slágerlistás helyezés | Album                                   |
| Dal                                                                   | Év   | US                            | US Dance                      | AUS                           | BEL                           | FRA                           | GER                           | NED                           | NZ                            | UK                            | Album                                   |
| --------------------------------------------------------------------- | ---- | ----------------------------- | ----------------------------- | ----------------------------- | ----------------------------- | ----------------------------- | ----------------------------- | ----------------------------- | ----------------------------- | ----------------------------- | --------------------------------------- |
| "Useless (I Don't Need You Now)"                                      | 1988 | —                             | 13                            | —                             | —                             | —                             | —                             | —                             | —                             | 53                            | Crazy (UK/EUR) Brilliant! (US/CAN)      |
| "Wait!" (duet with Robert Howard)                                     | 1989 | —                             | —                             | —                             | 20                            | —                             | 26                            | 32                            | —                             | 7                             | Crazy (UK/EUR) Brilliant! (US/CAN)      |
| "Got to Get You Back"                                                 | 1989 | —                             | —                             | —                             | —                             | —                             | 57                            | —                             | —                             | 29                            | Crazy (UK/EUR) Brilliant! (US/CAN)      |
| "Love Strain"                                                         | 1989 | —                             | —                             | —                             | —                             | —                             | —                             | —                             | —                             | 52                            | Crazy (UK/EUR) Brilliant! (US/CAN)      |
| "Was That All It Was"                                                 | 1990 | —                             | —                             | —                             | —                             | —                             | —                             | —                             | —                             | 33                            | Crazy (UK/EUR) Brilliant! (US/CAN)      |
| "Don't Scandalize My Name"                                            | 1990 | —                             | 22                            | —                             | —                             | —                             | —                             | —                             | —                             | —                             | Crazy (UK/EUR) Brilliant! (US/CAN)      |
| "Useless (I Don't Need You Now)" (Norman Cook Remix)                  | 1990 | —                             | —                             | —                             | —                             | —                             | —                             | —                             | —                             | 48                            | Brilliant! (European remix compilation) |
| "No One Can Love You More Than Me" (Boilerhouse Remix)                | 1991 | —                             | —                             | —                             | —                             | —                             | —                             | —                             | —                             | 62                            | Brilliant! (European remix compilation) |
| "Woman of the World"                                                  | 1991 | —                             | —                             | —                             | —                             | —                             | —                             | —                             | —                             | —                             | Trainer — OST                           |
| "Love Me the Right Way" (with Rapination)                             | 1993 | 97                            | —                             | —                             | —                             | —                             | —                             | —                             | —                             | 22                            | Nem album dal                           |
| "No More Tears (Enough Is Enough)" (duet with Jocelyn Brown)          | 1994 | —                             | —                             | 48                            | 46                            | —                             | —                             | —                             | —                             | 13                            | Nem album dal                           |
| "Gimme All Your Lovin'" (duet with Jocelyn Brown)                     | 1994 | —                             | —                             | —                             | —                             | —                             | —                             | —                             | —                             | 22                            | Nem album dal                           |
| "Love Me the Right Way '96" (with Rapination)                         | 1996 | —                             | 20                            | —                             | —                             | —                             | —                             | —                             | —                             | 55                            | Nem album dal                           |
| "Young Hearts Run Free"                                               | 1996 | —                             | —                             | 11                            | —                             | 29                            | 88                            | —                             | 16                            | 20                            | Romeo + Juliet — OST                    |
| "Have a Nice Day"                                                     | 1997 | —                             | —                             | —                             | —                             | —                             | —                             | —                             | —                             | —                             | Nem album dal                           |
| "A Place in My Heart"                                                 | 1998 | —                             | —                             | —                             | —                             | —                             | —                             | —                             | —                             | —                             | Nem album dal                           |
| "Love Magic"                                                          | 2004 | —                             | —                             | —                             | —                             | —                             | —                             | —                             | —                             | —                             | The Pleasure Is All Mine                |
| "On My Own"                                                           | 2005 | —                             | —                             | —                             | —                             | —                             | —                             | —                             | —                             | —                             | The Pleasure Is All Mine                |
| "Here Comes the Light"                                                | 2010 | —                             | —                             | —                             | —                             | —                             | —                             | —                             | —                             | —                             | Destiny                                 |
| "—" nem volt slágerlistás helyezés, vagy nem jelent meg az országban. |      |                               |                               |                               |                               |                               |                               |                               |                               |                               |                                         |

#### Közreműködő előadóként
| "Taste My Love" (House to House featuring Kym Mazelle)                | 1987 | —  | —  | —  | —  | —  | Nem album dal                |
| "Missing You" (Soul II Soul featuring Kym Mazelle)                    | 1990 | 29 | 39 | 24 | 74 | 22 | Vol. II: 1990 – A New Decade |
| "Love Me or Leave Me" (Kamasutra presents Kym Mazelle)                | 1995 | —  | —  | —  | —  | —  | Nem album dal                |
| "Searching for the Golden Eye" (Motiv-8 and Kym Mazelle)              | 1996 | —  | —  | —  | —  | 71 | Nem album dal                |
| "Free, Gay & Happy" (Paradise People featuring Kym Mazelle)           | 1997 | —  | —  | —  | —  | —  | Nem album dal                |
| "Truly" (Peshay featuring Kym Mazelle)                                | 2000 | —  | —  | —  | —  | 55 | Miles from Home              |
| "Perhaps" (Sunray featuring Kym Mazelle)                              | 2001 | —  | —  | —  | —  | —  | Nem album dal                |
| "Dance Little Dreamer" (Infinito featuring Kym Mazelle)               | 2001 | —  | —  | —  | —  | —  | Nem album dal                |
| "Feel Like Dancin'" (House Bros. featuring Kym Mazelle)               | 2003 | —  | —  | —  | —  | —  | Nem album dal                |
| "Change" (Yann Vedra featuring Kym Mazelle)                           | 2014 | —  | —  | —  | —  | —  | Nem album dal                |
| "Lovin'" (David Morales presents The Face featuring Kym Mazelle)      | 2015 | —  | —  | —  | —  | —  | Nem album dal                |
| "—" nem volt slágerlistás helyezés, vagy nem jelent meg az országban. |      |    |    |    |    |    |                              |

## További információ
- Kym Mazelle a Facebookon
- Kym Mazelle az Internet Movie Database-ben (angolul)
- Kym Mazelle a Rotten Tomatoeson (angolul)